# XXII Corpo de Exército (Alemanha)
Criado em 26 de gosto de 1939 em Wehrkreis X. O XXII Corpo de Exército foi designado Panzergruppe Kleist em 5 de março de 1940 sendo reformada em junho de 1940.
Foi novamente modificado para Panzergruppe em 1 de novembro de 1940.

## Comandantes
| Comandante                            | Data                                           |
| ------------------------------------- | ---------------------------------------------- |
| Generalfeldmarschall Ewald von Kleist | (1 de setembro de 1939 - 5 de março de 1940)   |
| Generalfeldmarschall Ewald von Kleist | (30 de junho de 1940 - 16 de novembro de 1940) |

## Área de Operações
- Polônia (setembro 1939 - maio 1940)[2]
- Polônia (junho 1940 - novembro 1940)

## Serviço de Guerra
| Data        | Exército     | Grupo de Exército | Lugar                       |
| ----------- | ------------ | ----------------- | --------------------------- |
| Setembro 39 | z. Vfg.      | Süd               | Südpolen, Lemberg           |
| Outubro 39  | 4º Exército  | B                 | Niederrhein                 |
| Dezembro 39 | 6º Exército  | B                 | Niederrhein                 |
| Janeiro 40  | 6º Exército  | B                 | Niederrhein                 |
| Março 40    | 12º Exército | A                 | Ardennen, Arras, Dünkirchen |
| Junho 40    | 6º Exército  | B                 | Südwestfrankreich           |
| Julho 40    | 2º Exército  | C                 | Heimat                      |
| Novembro 40 | 11º Exército | C                 | Heimat                      |

## Organização
2 de novembro de 1939
- 30ª Divisão de Infantaria
- 56ª Divisão de Infantaria
- 254ª Divisão de Infantaria

8 de junho de 1940
- XIV Corpo de Exército
- XVI Corpo de Exército